# Angusticaecum
 Angusticaecum  ist eine Gattung der Spulwürmer (Ascaridida), die bei Schildkröten parasitieren.

## Merkmale
Bei  Angusticaecum ist ein Blinddarm ausgebildet. Weibchen haben zwei Uteruszweige. Im Gegensatz zu Amplicaecum sind keine Zwischenlippen vorhanden.

## Systematik
Zur Gattung gehören folgende Arten:
- Angusticaecum holopterum Rudolphi, 1819
- Angusticaecum ranae Wang, 1978
- Angusticaecum singhi Gupta & Gupta, 1977
- Angusticaecum tetrodonti Gupta & Gupta, 1977
- Angusticaecum wuyensis Wang, 1981